# Véranda couverte d'une vigne
Véranda couverte d'une vigne ou Pergola recouverte d'une vigne (en russe : Веранда, обвитая виноградом) est un tableau du peintre russe Sylvestre Chtchedrine, réalisé en 1828, à Naples, en Italie.
Chtchedrine a réalisé à Naples et dans les environs de la ville une série de tableaux consacrés à des « paysages d'intérieurs », c'est-à-dire des vérandas, des terrasses recouvertes de verdure et dont l'arrière-plan est constitué d'un paysage. Le motif représenté dans ce tableau est un belvédère, une pergola, une allée couverte de plantes grimpantes qui s'appuient sur des arcades de pierres et de poutres en bois. Le peintre était passionné par la reproduction de la lumière et des caractéristiques de l'air. Il essaye de sortir des tons chauds en ajoutant des nuances de gris-bleu et d'argenté. Il choisit l'heure de midi quand la nature apparaît dans toute sa splendeur dans un espace de mi-ombre, mi-lumière. Ce tableau reproduit parfaitement la vision du monde des Russes à l'époque dont les nombreux peintres sont attirés par l'Italie : un monde de bonheur, d'harmonie et romantique.

## Tableaux italiens de Chtchedrine

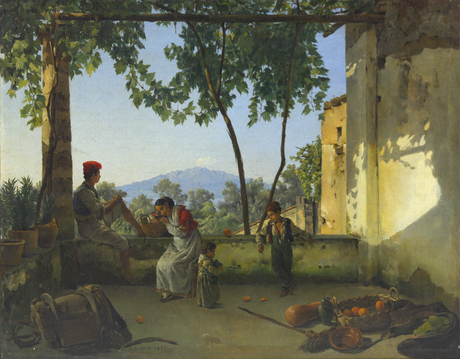
Balcon à Sorrente, 1827, Galerie nationale d'Arménie.
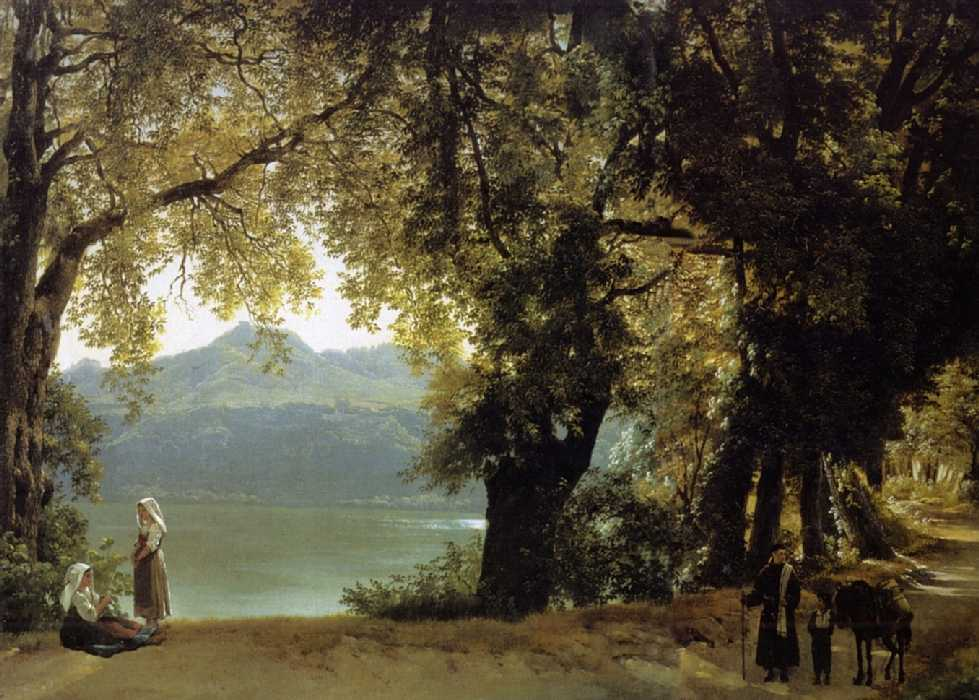
Lac d'Albano, avant 1825.
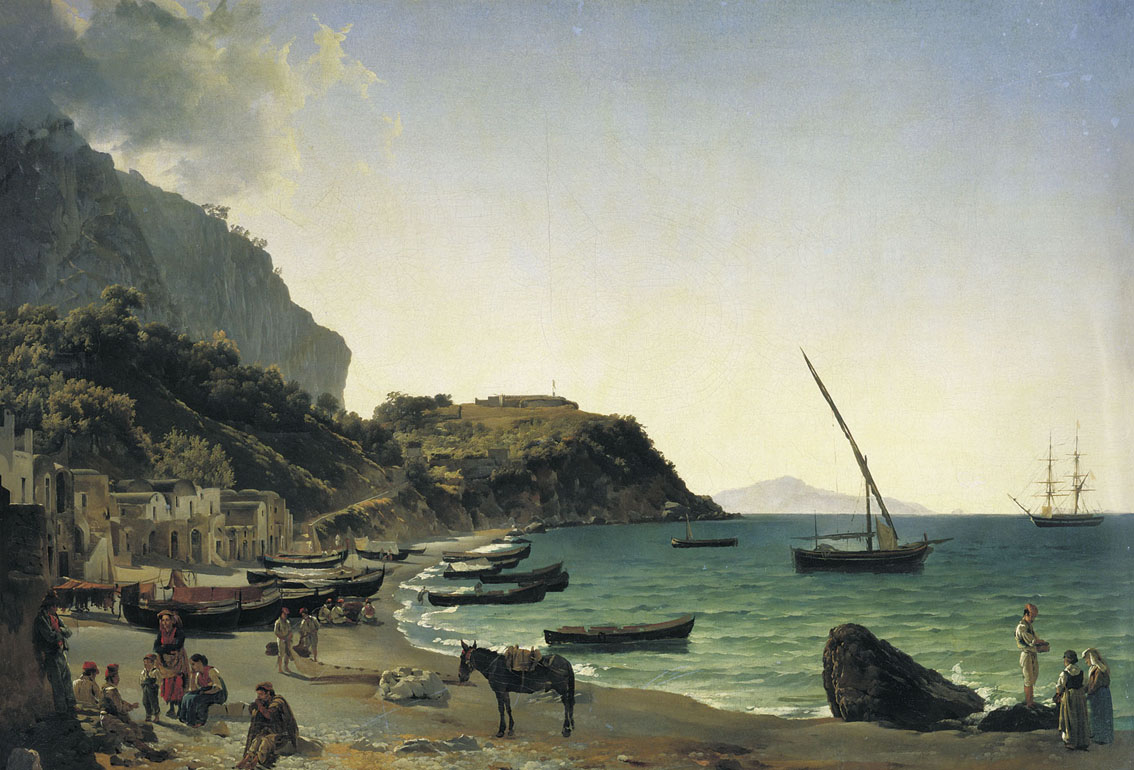
Grand port sur l'île de Capri, 1828.
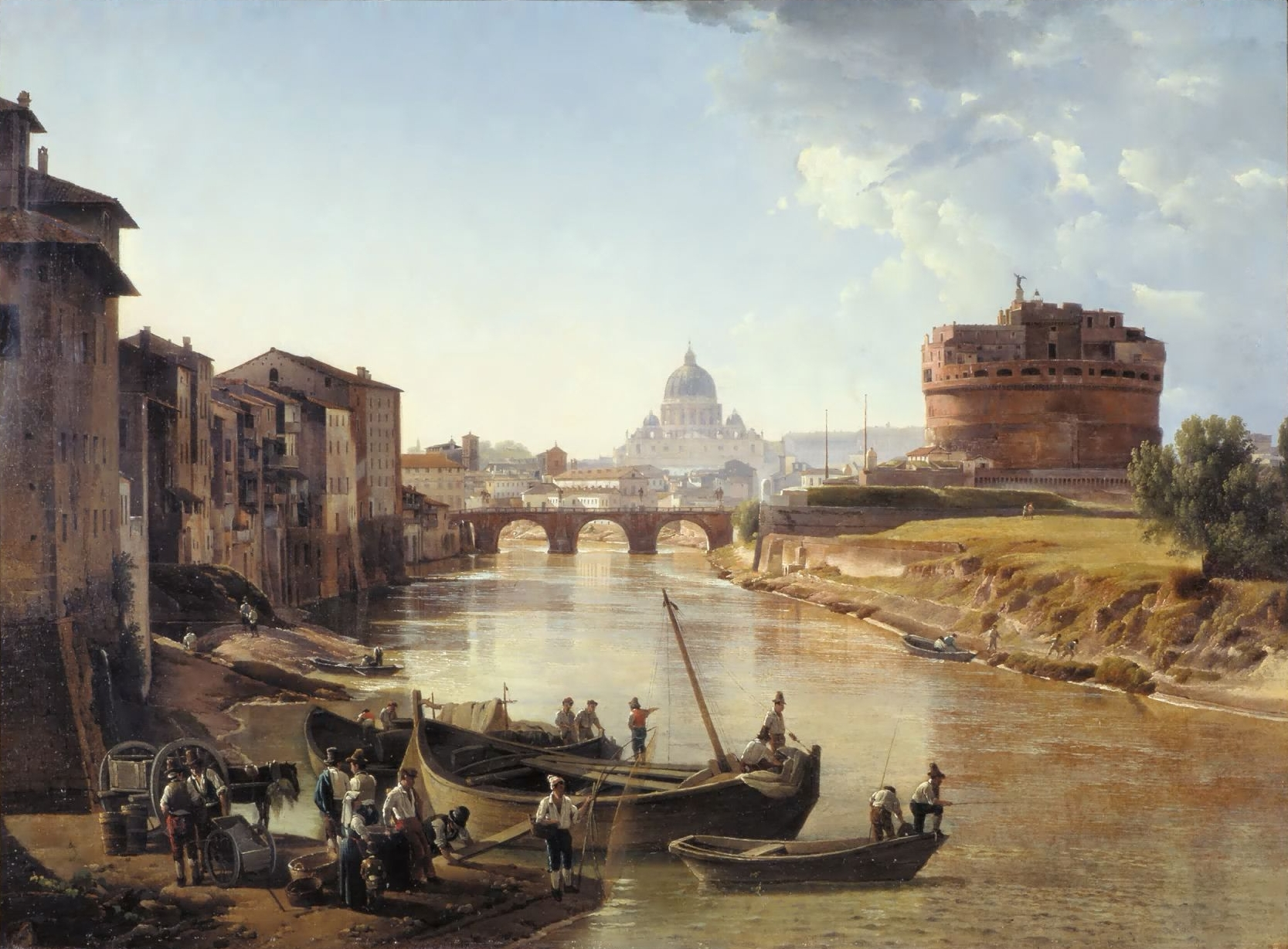
La nouvelle Rome. Le Château Saint-Ange, 1821.

## Sources
- (ru) Galerie Tretiakov Art du XII au XX s. (Государственная Третьяковская галерея. Искусство XII — начала XX века), Moscou., СканРус,‎ 2007 (ISBN 978-5-93221-120-5), p. 116—117
- (ru) Art mondial. La peinture russe (Мировое искусство. Русская живопись), Saint-Pétersbourg, ООО «СЗКЭО „Кристалл“»,‎ 2007, 185 p. (ISBN 978-5-9603-0064-3 et 5-9603-0064-8), p. 69